# 美しきロスマリン
美しきロスマリン(Schön Rosmarin)は、フリッツ・クライスラーが作曲した、ヴァイオリンとピアノのための小作品。フルート等での編曲版も親しまれている。美しきローズマリーともいわれる。
4分の3拍子。ト長調。簡単な三部形式。『愛の喜び』・『愛の悲しみ』と一連の作品として演奏会に取り上げられる（ウィーン古典舞曲集）。
Grazioso
主題は、主和音アルペジョと半音階のスピカートを組み合わせた軽快なもの。
中間には、ヘミオラを活用してリズムに変化をつける。また、主題は、特段変奏もなく数回繰り返されており、時間調整も容易。リサイタル最後のアンコールピースとして適している。